# قائمة الأمناء العامين لاتحاد أوروبا الغربية
كان الأمين العام لاتحاد أوروبا الغربية (بالإنجليزية: Secretary-General of the Western European Union)‏ هو رئيس اتحاد أوروبا الغربية، وهي منظمة أوروبية للدفاع والأمن المشترك في حقبة الحرب الباردة، والتي تم ايقافها في عام 2011.  تم الاتفاق عام 1999 على أن من يستلم المنصب الذي تم إنشاؤه حديثًا وهو الممثل الأعلى للسياسة الخارجية والأمنية المشتركة للاتحاد الأوروبي يجب أن يكون أيضًا الأمين العام لاتحاد أوروبا الغربية. كان هذا آنذاك خافيير سولانا. بعد إعادة تشكيل منصب الممثل الأعلى، لم يتم تعيين ما بعد سولانا كاترين أشتون أمين عام أبداً، واستلم أرنود جاكوميت منصب أمين عام بالنيابة حتى حل اتحاد أوروبا الغربية في عام 2011.

## القائمة
| #  | الاسم                    | البلد           | السنوات     |
| -- | ------------------------ | --------------- | ----------- |
| 1  | لويس جوفين ‏              | بلجيكا          | 1955 - 1962 |
| 2  | موريس إيوينز ديكهوت ‏     | بلجيكا          | 1962 - 1970 |
| 3  | جورج هيسبورج ‏            | لوكسمبورغ       | 1971 - 1974 |
| 4  | فريدريش كارل فون بليهوي ‏ | ألمانيا الغربية | 1974 - 1977 |
| 5  | إدوارد لونجرستاي ‏        | بلجيكا          | 1977 - 1985 |
| 6  | ألفريد كاهين ‏            | بلجيكا          | 1985 - 1989 |
| 7  | ويم فان إيكلين ‏          | هولندا          | 1989 - 1994 |
| 8  | خوسيه كوتيليرو ‏          | البرتغال        | 1994 - 1999 |
| 9  | خافيير سولانا            | إسبانيا         | 1999 - 2009 |
| 10 | أرنود جاكوميت            | فرنسا           | 2009 - 2011 |

## انظر ايضا
السياسة الخارجية والأمنية المشتركة للاتحاد الأوروبي